# ژوزف بونس
یوسف بونس (انگلیسی: Josef Boons؛ زادهٔ ۱۸۹۷) دوچرخه‌سوار اهل بلژیک است.